# Ferreira de Aves
Ferreira de Aves é uma povoação portuguesa sede da Freguesia de Ferreira de Aves do Município de Sátão, freguesia com 65,90 km² de área e 1823 habitantes (censo de 2021), tendo, por isso, uma densidade populacional de 27,7 hab./km².

## História
Ferreira de Aves foi vila e sede de concelho entre 1126 e 1836. Este era constituído pelas freguesias da sede, Águas Boas e Forles. Tinha, em 1801, 2337 habitantes e 80 km².

## Geografia
Vila Boa é uma das 12 aldeias que pertencem à freguesia de Ferreira de Aves. É uma aldeia pequena, com cerca de 200 habitantes, na sua maioria idosos, mas também uma aldeia de emigrantes. Os habitantes dedicam-se na sua maioria à agricultura.
Covelo também é uma pequena aldeia que pertence a Ferreira de Aves, sua população atualmente está em torno de 70 famílias, na sua maioria idosos e emigrantes que no mês de agosto retornam de férias.
Pereira também é uma pequena aldeia, que em tempos foi cidade, a cidade da Rarápia e vestigios disso é a Lapa da Moura que fica nessa aldeia,
Também foi um Concelho Rural e tinha a sua administração, sendo que ainda hoje em dia se possa ver o edifício onde se pagavam os impostos.

## Demografia
A população registada nos censos foi:
| Distribuição da População por Grupos Etários | Distribuição da População por Grupos Etários | Distribuição da População por Grupos Etários | Distribuição da População por Grupos Etários | Distribuição da População por Grupos Etários |
| -------------------------------------------- | -------------------------------------------- | -------------------------------------------- | -------------------------------------------- | -------------------------------------------- |
| Ano                                          | 0-14 Anos                                    | 15-24 Anos                                   | 25-64 Anos                                   | > 65 Anos                                    |
| 2001                                         | 412                                          | 425                                          | 1194                                         | 691                                          |
| 2011                                         | 253                                          | 249                                          | 1220                                         | 742                                          |
| 2021                                         | 165                                          | 140                                          | 843                                          | 675                                          |

## Património
- Anta de Casfreiras ou Anta de Cas-Freires
- Castelo de Ferreira de Aves ou Torre de Ferreira de Aves
- Convento de Santa Eufémia
- Igreja de Santo André ou Igreja Matriz de Ferreira de Aves
- Pelourinho de Castelo
- Santuário do Convento do Senhor Santo Cristo da Fraga
- Solar dos Olivas ou Casa Grande de Casfreires
- Ponte do Vouga

## Senhoresmedievaisde Ferreira de Aves
- Soeiro Viegas, 1.º senhor de Ferreira de Aves, pelo menos o que primeiro se documenta como tal
- Paio Fernandes (1100 -?), 2.º senhor de Ferreira de Aves, pelo seu casamento com Dona Mayor Soares, filha de Soeiro Viegas e, como tal, 2ª Senhora de Ferreira de Aves
- Pero Pais, 3º senhor de Ferreira de Aves
- Rui Peres de Ferreira, 4.º Senhor de Ferreira de Aves (1160- ?)
- Fernão Rodrigues Pacheco, 5.º Senhor de Ferreira de Aves (1189-1258)
- João Fernandes Pacheco I, 6.º senhor de Ferreira de Aves (? -?)
- D. Lopo Fernandes Pacheco, 7.º senhor de Ferreira de Aves (m. 1349)
- D. Diogo Lopes Pacheco, 8.º senhor de Ferreira de Aves (1304 -1393)
- D. João Fernandes Pacheco, segundo do nome, 9.º senhor de Ferreira de Aves (1350 -1425)

Tendo  o 9º Senhor de Ferreira de Aves, João Fernandes Pacheco passado para o serviço do Rei de Castela cerca de 1395,  o senhorio e morgado de Ferreira de Aves sai da linhagem dos Pacheco e passa à linhagem dos Coutinho.